# كونسيويلو غونزاليس راموس
كونسيويلو غونزاليس راموس (بالإسبانية: Consuelo González Ramos)‏ هي صحفية وممرضة وسفرجات إسبانية، (ولدت في Villamayor de Campos ‏ في إسبانيا 1877 – 1956 م).